# Jogos Parapan-Americanos
Os Jogos Parapan-Americanos (também conhecidos coloquialmente como Parapan) são um evento multidesportivo internacional, para atletas que possuem alguma deficiência, que disputem por algum país do continente americano e que seja filiado ao Comitê Paralímpico das Américas, a entidade responsável pela execução dos jogos.
A primeira edição dos Jogos ocorreu na Cidade do México, em 1999, com a Argentina recebendo a edição seguinte, em 2003. A partir da edição de 2007, no Rio de Janeiro, os jogos passaram a ocorrer na mesma cidade que sedia os Jogos Pan-Americanos, sendo realizada cerca de duas semanas após o encerramento do Pan.

## História

### Antecedentes

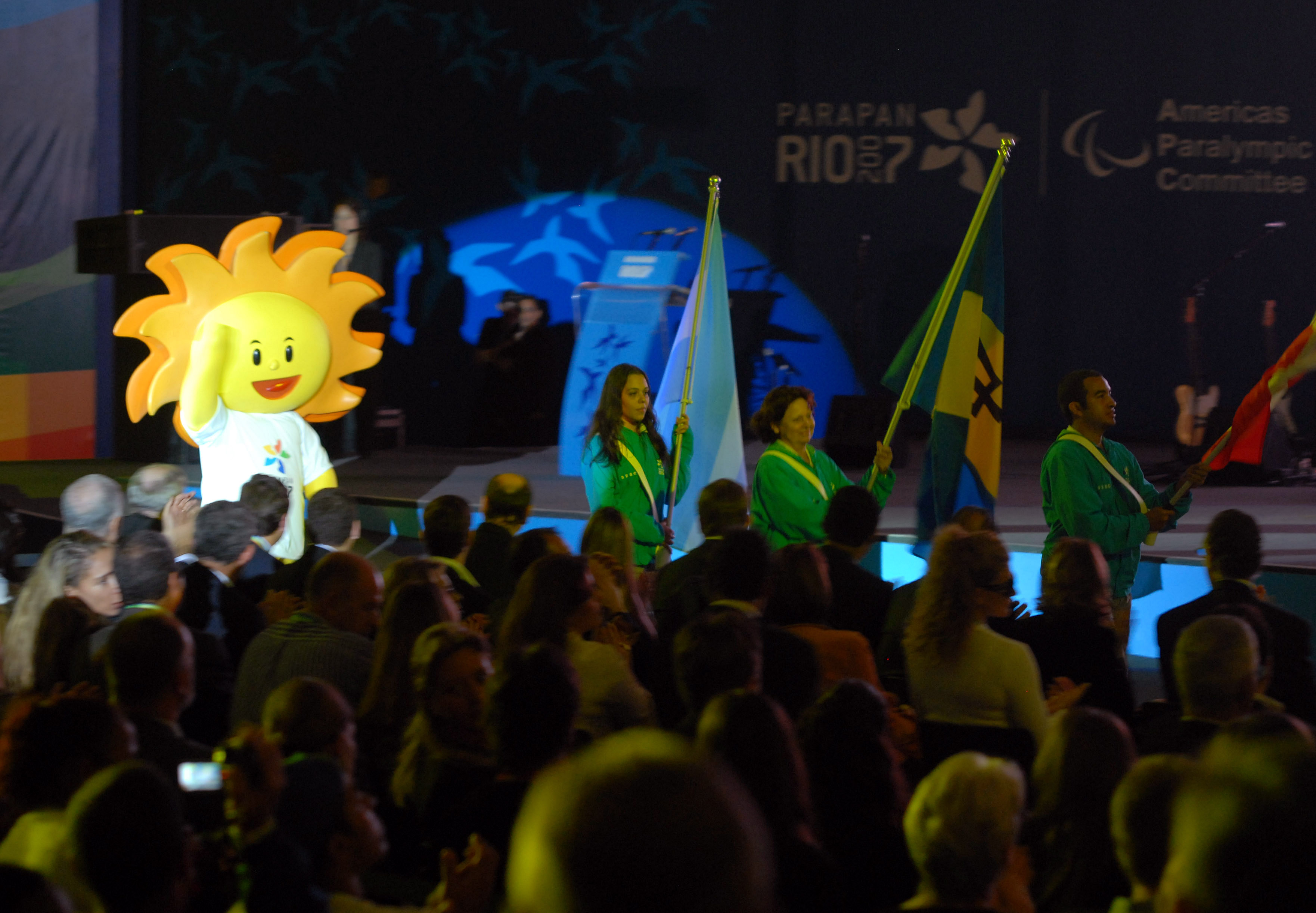
Cerimônia de encerramento dos Jogos Parapan-Americanos Rio 2007, no Rio de Janeiro. À esquerda, o mascote da competição

Em 1967, realizou-se em Winnipeg, Canadá, os Jogos Pan-Americanos para Paraplégicos, evento que reuniu seis países, que competiram em esportes disputados sobre cadeiras de rodas. A realização desses jogos passou a ocorrer a cada 2 ou 4 anos até 1995, tendo sido realizadas nove edições no total.
A Argentina recebeu em 1995 os Jogos Pan-Americanos, em Mar del Plata, naquele mesmo ano, três eventos distintos, com foco em para-atletas, foram realizados em território platino, foram os Jogos Pan-americanos de Cadeira de Rodas, que se realizaram no mês de setembro, em Buenos Aires, os Jogos Pan-americanos para Cegos, que ocorreu em novembro, também em Buenos Aires; e os Jogos Pan-americanos dos Deficientes , que teve como sede Mar del Plata, organizado no mês de dezembro.

### Parapan
Os eventos sediados na Argentina, em 1995, foram os últimos a ocorrer de forma separada, a partir de então, ficou decidido que um único evento deveria ocorrer para prestigiar os para-atletas do continente americano, dessa forma, a Cidade do México ficou incubida de organizar a primeira edição do Parapan. A primeira edição dos Jogos Parapan-Americanos contaram com a participação de 1.200 atletas de 20 países, que competiram em 4 esportes: atletismo, natação, basquete e tênis de mesa.
A edição de 2003 deveria ter ocorrido em Santo Domingo, que sediara os Jogos Pan-Americanos daquele ano, contudo a cidade desistiu de receber os Jogos, que ficou a cargo da cidade de Mar del Plata, Argentina.
Os Jogos Parapan-Americanos de 2007 foram realizados pela primeira vez na mesma cidade dos Jogos Pan-Americanos, o Rio de Janeiro. O evento ocorreu entre 12 e 19, contou com a participação de 1300 atletas e 25 países representados.
Em 2011, o Parapan retorna ao México, dessa vez à cidade de Guadalajara, que sedia o evento entre  e conta com a participação de 1355 atletas, representando 24 países.
A edição de 2015 ocorreu em Toronto, marcando a primeira vez que o país sediava a edição formal dos Jogos. Essa edição contou com a participação de 1560 atletas e um total de 28 países participantes.
Lima, capital do Peru, foi a cidade sede para os jogos de 2019, junto com os Jogos Pan-Americanos que ocorreram um pouco antes, essa foi a primeira vez que o país recebeu o conjunto de competições continentais. 

## Símbolos

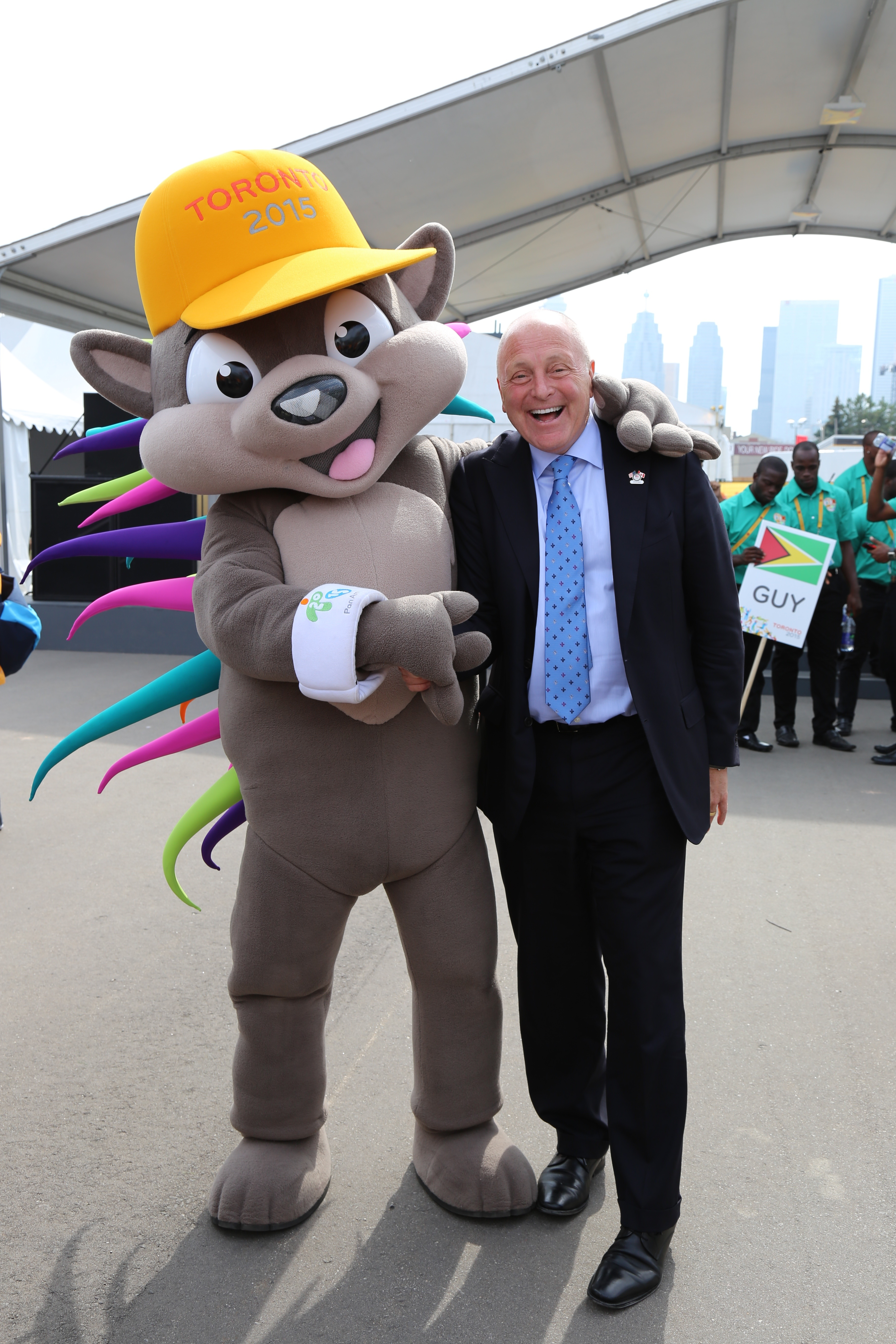
Mascote de Toronto 2015.

### Tocha
A tocha Parapan-americana é um dos principais símbolos dos jogos, ela incorpora o espírito de festa e é acesa dias antes da abertura dos Jogos, desfilando por algumas localidades e/ou pontos turísticos do país e da cidade que sediará os jogos. Após percorrer diversos pontos, ela entra no estádio no dia da inauguração dos jogos e acende a Pira Parapan-Americana, que permanece acesa durante todo o decorrer da competição, sendo apagada ao final da mesma, durante a cerimônia de encerramento dos jogos.
A primeira vez que a chama Parapan-Americana foi acesa, foi na edição do Rio de Janeiro, em 2007, um dia antes da abertura dos jogos, desde então, toda nova edição contou com revezamento da tocha Parapan-americana.

### Mascotes
Os mascotes são um dos símbolos dos Jogos, servem para promover e atrair espectadores, desde o Rio de Janeiro, 2007, quando o mascote foi o Sol, conhecido como cauê, o mascote é o mesmo que o dos Jogos Pan-Americanos.

## Países participantes
Participam ou já participaram dos Jogos um total de 34 nações ou territórios do continente americano:
| - Argentina (1999–) - Aruba (2015–) - Bahamas (2003–2007) - Barbados (1999–2003, 2011–) - Bermudas (2003–) - Bolívia (2003) - Brasil (1999–) - Canadá (1999–) - Chile (1999–) - Colômbia (1999–) - Costa Rica (1999–) - Cuba (1999–) | - El Salvador (1999–) - Equador (2003–) - Estados Unidos (1999–) - Granada (2007) - Guatemala (2003–) - Guiana (2019–) - Haiti (2003–) - Honduras (1999–2007, 2015–) - Ilhas Virgens Americanas (2015) - Jamaica (1999–) - México (1999–) | - Nicarágua (2003–) - Panamá (1999–) - Paraguai (2019–) - Peru (1999–) - Porto Rico (1999–) - República Dominicana (2003–) - São Vicente e Granadinas (2019–) - Suriname (2003–) - Trinidad e Tobago (2003, 2011–) - Uruguai (1999–) - Venezuela (1999–) |

## Edições
| Ano  | Evento                        | Sede             | Sede      | Período                    | Nações    | Esportes  | Eventos   | Maior medalhista |
| ---- | ----------------------------- | ---------------- | --------- | -------------------------- | --------- | --------- | --------- | ---------------- |
| 1999 | I Jogos Parapan-Americanos    | Cidade do México | México    | 4–11 de novembro           | 18        | 4         | 378       | México           |
| 2003 | II Jogos Parapan-Americanos   | Mar del Plata    | Argentina | 3–10 de dezembro           | 28        | 9         | 303       | México           |
| 2007 | III Jogos Parapan-Americanos  | Rio de Janeiro   | Brasil    | 12–19 de agosto            | 25        | 10        | 257       | Brasil           |
| 2011 | IV Jogos Parapan-Americanos   | Guadalajara      | México    | 12–20 de novembro          | 24        | 13        | 277       | Brasil           |
| 2015 | V Jogos Parapan-Americanos    | Toronto          | Canadá    | 7–15 de agosto             | 28        | 15        | 317       | Brasil           |
| 2019 | VI Jogos Parapan-Americanos   | Lima             | Peru      | 23 de agosto–1 de setembro | 30        | 17        | 369       | Brasil           |
| 2023 | VII Jogos Parapan-Americanos  | Santiago         | Chile     | 17–26 de novembro          | 33        | 17        | 423       | Brasil           |
| 2027 | VIII Jogos Parapan-Americanos | Lima             | Peru      | 13–22 de agosto            | A definir | A definir | A definir | A definir        |

## Modalidades
|                                 |                      |                      |   |   |    |    |    |    |    |  |  |  |  |  |  |  |  |  |  |  |  |  |  |  |  |  |  |  |  |  |
| Ciclismo de estrada             |                      | UCI                  |   |   |    | ●  | ●  | ●  | ●  |  |  |  |  |  |  |  |  |  |  |  |  |  |  |  |  |  |  |  |  |  |
| Ciclismo de pista               |                      | UCI                  |   | ● |    | ●  | ●  | ●  | ●  |  |  |  |  |  |  |  |  |  |  |  |  |  |  |  |  |  |  |  |  |  |
|                                 |                      |                      |   |   |    |    |    |    |    |  |  |  |  |  |  |  |  |  |  |  |  |  |  |  |  |  |  |  |  |  |
| Atletismo                       |                      | IPC                  | ● | ● | ●  | ●  | ●  | ●  | ●  |  |  |  |  |  |  |  |  |  |  |  |  |  |  |  |  |  |  |  |  |  |
| Levantamento de peso            |                      | IPC                  |   |   | ●  | ●  | ●  | ●  | ●  |  |  |  |  |  |  |  |  |  |  |  |  |  |  |  |  |  |  |  |  |  |
| Natação                         |                      | IPC                  | ● | ● | ●  | ●  | ●  | ●  | ●  |  |  |  |  |  |  |  |  |  |  |  |  |  |  |  |  |  |  |  |  |  |
| Tiro                            |                      | IPC                  |   |   |    |    |    | ●  | ●  |  |  |  |  |  |  |  |  |  |  |  |  |  |  |  |  |  |  |  |  |  |
|                                 |                      |                      |   |   |    |    |    |    |    |  |  |  |  |  |  |  |  |  |  |  |  |  |  |  |  |  |  |  |  |  |
| Futebol de cinco                |                      | IBSA                 |   |   | ●  | ●  | ●  | ●  | ●  |  |  |  |  |  |  |  |  |  |  |  |  |  |  |  |  |  |  |  |  |  |
| Golbol                          |                      | IBSA                 |   |   |    | ●  | ●  | ●  | ●  |  |  |  |  |  |  |  |  |  |  |  |  |  |  |  |  |  |  |  |  |  |
| Judô                            |                      | IBSA                 |   |   | ●  | ●  | ●  | ●  | ●  |  |  |  |  |  |  |  |  |  |  |  |  |  |  |  |  |  |  |  |  |  |
|                                 |                      |                      |   |   |    |    |    |    |    |  |  |  |  |  |  |  |  |  |  |  |  |  |  |  |  |  |  |  |  |  |
| Badminton                       |                      | BWF                  |   |   |    |    |    | ●  | ●  |  |  |  |  |  |  |  |  |  |  |  |  |  |  |  |  |  |  |  |  |  |
| Bocha                           |                      | BISFed               |   | ● |    | ●  | ●  | ●  | ●  |  |  |  |  |  |  |  |  |  |  |  |  |  |  |  |  |  |  |  |  |  |
| Basquetebol em cadeira de rodas |                      | IWBF                 | ● | ● | ●  | ●  | ●  | ●  | ●  |  |  |  |  |  |  |  |  |  |  |  |  |  |  |  |  |  |  |  |  |  |
| Esgrima em cadeira de rodas     |                      | IWAS                 |   | ● |    |    |    |    |    |  |  |  |  |  |  |  |  |  |  |  |  |  |  |  |  |  |  |  |  |  |
| Futebol de sete                 |                      | IFCPF                |   |   | ●  |    | ●  | ●  | ●  |  |  |  |  |  |  |  |  |  |  |  |  |  |  |  |  |  |  |  |  |  |
| Hipismo                         |                      | FEI                  |   | ● |    |    |    |    |    |  |  |  |  |  |  |  |  |  |  |  |  |  |  |  |  |  |  |  |  |  |
| Rugby em cadeira de rodas       |                      | IWRF                 |   |   |    |    | ●  | ●  | ●  |  |  |  |  |  |  |  |  |  |  |  |  |  |  |  |  |  |  |  |  |  |
| Tênis de mesa                   |                      | ITTF                 | ● |   | ●  | ●  | ●  | ●  | ●  |  |  |  |  |  |  |  |  |  |  |  |  |  |  |  |  |  |  |  |  |  |
| Taekwondo                       |                      | WTF                  |   |   |    |    |    | ●  | ●  |  |  |  |  |  |  |  |  |  |  |  |  |  |  |  |  |  |  |  |  |  |
| Tênis em cadeira de rodas       |                      | ITF                  |   | ● | ●  | ●  | ●  | ●  | ●  |  |  |  |  |  |  |  |  |  |  |  |  |  |  |  |  |  |  |  |  |  |
| Tiro com arco                   |                      | WAf                  |   |   |    | ●  | ●  |    | ●  |  |  |  |  |  |  |  |  |  |  |  |  |  |  |  |  |  |  |  |  |  |
| Voleibol sentado                |                      | WOVD                 |   | ● | ●  | ●  | ●  | ●  |    |  |  |  |  |  |  |  |  |  |  |  |  |  |  |  |  |  |  |  |  |  |
|                                 |                      |                      |   |   |    |    |    |    |    |  |  |  |  |  |  |  |  |  |  |  |  |  |  |  |  |  |  |  |  |  |
| Total de modalidades            | Total de modalidades | Total de modalidades | 4 | 9 | 10 | 14 | 16 | 18 | 18 |  |  |  |  |  |  |  |  |  |  |  |  |  |  |  |  |  |  |  |  |  |

## Quadro de medalhas
Segue abaixo, o total de medalhas distribuído por país, ao longo das 7 edições do Jogos Parapan-Americanos  (até Santiago 2023).
| Quadro de medalhas dos Jogos Parapan-Americanos |                      |                 |                  |                   |       |
| Pos                                             | País                 | Medalha de ouro | Medalha de prata | Medalha de bronze | Total |
| 1                                               | Brasil               | 741             | 522              | 447               | 1710  |
| 2                                               | México               | 431             | 422              | 352               | 1205  |
| 3                                               | Estados Unidos       | 275             | 297              | 257               | 829   |
| 4                                               | Argentina            | 206             | 236              | 267               | 709   |
| 5                                               | Canadá               | 155             | 168              | 165               | 488   |
| 6                                               | Colômbia             | 148             | 171              | 168               | 487   |
| 7                                               | Cuba                 | 119             | 89               | 74                | 282   |
| 8                                               | Venezuela            | 76              | 90               | 128               | 294   |
| 9                                               | Chile                | 36              | 42               | 45                | 123   |
| 10                                              | Peru                 | 19              | 19               | 30                | 68    |
| 11                                              | Uruguai              | 17              | 18               | 12                | 47    |
| 12                                              | Equador              | 15              | 14               | 17                | 46    |
| 13                                              | Costa Rica           | 9               | 11               | 11                | 31    |
| 14                                              | Porto Rico           | 9               | 6                | 9                 | 24    |
| 15                                              | Jamaica              | 7               | 12               | 6                 | 25    |
| 16                                              | Trinidad e Tobago    | 5               | 1                | 3                 | 9     |
| 17                                              | Bermudas             | 4               | 2                | 0                 | 6     |
| 18                                              | El Salvador          | 3               | 2                | 1                 | 6     |
| 19                                              | Guatemala            | 1               | 0                | 1                 | 2     |
| 20                                              | República Dominicana | 0               | 7                | 9                 | 16    |
| 21                                              | Panamá               | 0               | 3                | 1                 | 4     |
| 22                                              | Bolívia              | 0               | 1                | 1                 | 2     |
| 23                                              | Nicarágua            | 0               | 0                | 4                 | 4     |
| 24                                              | Aruba                | 0               | 0                | 1                 | 1     |
|                                                 | Paraguai             | 0               | 0                | 1                 | 1     |
| Total                                           | Total                | 2276            | 2140             | 2010              | 6426  |